# Pjesma Eurovizije 2013.
Pjesma Eurovizije 2013. bila je 58. po redu Eurovizija. Poluzavršnice su se održale 14. i 16., a završnica 18. svibnja 2013. godine u Malmöu. Švedska predstavnica Loreen pobijedila je na Pjesmi Eurovizije 2012. u Bakuu s pjesmom "Euphoria" s osvojena 372 boda. Odlučeno je da će se Eurovizija održati u Malmö Areni, također je odlučeno da će se prva poluzavršnica održati 14., a druga 16. svibnja, dok će se završna večer održati 18. svibnja.
Slogan događaja je "We are one" (Mi smo jedno), što govori o tome kako su svi narodi koji se natječu, ali i općenito svi narodi na Zemlji jedno i jednako te među njima nema razlika.
Na ovome natjecanju pobijedila je Danska s pjesmom "Only Teardrops" mlade pjevačice Emmelie de Forest s 281 osvojenim bodom, 47 bodova manje imao je Azerbajdžan kao drugoplasirani (spomenuta država imala je i najviše osvojenih "dvanaestica") trećeplasirana bila je Ukrajinka Zlata Ognjevič s 214 osvojenih bodova. Italija je jedina država od "Velikih 5" koja je završila među prvih 10, bila je 7. Također važno je i navesti Nizozemsku koja je nakon 9 godina uspjela ući u finale dospjela do visokoga 9. mjesta.
Po prvi puta nakon 20 godina, niti jedna od država bivše Jugoslavije nije se plasirala u veliko finale natjecanja.

## Mjesto održavanja
Pedeset osmi izbor za najbolju pjesmu Eurovizije održao se u švedskom gradu Malmö u istoimenoj Areni, koja može primiti oko 15.500 posjetitelja.
Organizatori natjecanja izrazili su želju da natjecanje prirede u manjoj dvorani u odnosu na prethodne godine i upravo iz tog razloga za mjesto održavanja natjecanja je odabrana Malmö Arena. Izvršni producent ovogodišnjeg natjecanja Martin Esterdal je za švedske medije izjavio da mu se nije svidjelo to što su prethodna natjecanja bila održavana u velikim dvoranama i istaknuo želju SVT-a za ovogodišnje natjecanje koje bi bilo "bliže i osobnije". SVT je također potvrdio da je EBU  želio da ovogodišnje natjecanje bude "manje" zbog iznimno velikih troškova prethodnih natjecanja.

## Voditelj
Dana 17. listopada 2012., izvršni producent Martin Esterdal je izjavio, za švedski list Dagens Nyheter, kako organizatori natjecanja planiraju imati samo jednog voditelja, za razliku od prethodnih natjecanja kada ih je bilo tri. Jedan voditelj je posljednji put vodio natjecanje 1995. godine u Dublinu. Dana 28. siječnja 2013. odlučeno je da će voditeljica biti Petra Mede.

## Sponzori
Službeni sponzori natjecanja su: glavna švedska telekomunikacijska tvrtka TeliaSonera, i njemačka kozmetička tvrtka Schwarzkopf.

## Države sudionice
Do 21. prosinca sudjelovanje na ovoj Pjesmi Eurovizije potvrdilo je 39 članica, što je ujedno i krajnji broj, ove godine od sudjelovanja odustale su 4 države, i to Bosna i Hercegovina, Portugal, Slovačka i Turska, a na natjecanje se vratila Armenija koja je prošle godine zbog političkih razloga odustala.
Kako je Malmö blizu i Danske, ali i Norveške odlučeno je da će se ove dvije države natjecati u različitim polufinalnim večerima, Danska u prvoj, a Norveška u drugoj večeri poluzavršnice.

## Prva poluzavršna večer
Italija,  Švedska i  Ujedinjeno Kraljevstvo sutjeluju u glasovanju u prvoj poluzavršnoj večeri.
| Poredak | Država      | Jezik      | Izvođač           | Pjesma                           | Prijevod                         | Poredak | Bodovi |
| ------- | ----------- | ---------- | ----------------- | -------------------------------- | -------------------------------- | ------- | ------ |
| 01.     | Austrija    | engleski   | Natália Kelly     | Shine                            | "Sjaj"                           | 14      | 27     |
| 02.     | Estonija    | estonski   | Birgit Õigemeel   | Et uus saaks alguse              | "Ovo bi mogao biti novi početak" | 10      | 52     |
| 03.     | Slovenija   | engleski   | Hannah Mancini    | Straight Into Love               | "Pravo u ljubav"                 | 16      | 8      |
| 04.     | Hrvatska    | hrvatski   | Klapa s mora      | Mižerja                          |                                  | 13      | 38     |
| 05.     | Danska      | engleski   | Emmelie de Forest | Only Teardrops                   | "Samo Suze"                      | 1       | 167    |
| 06.     | Rusija      | engleski   | Dina Garipova     | What If                          | "Što ako..."                     | 2       | 156    |
| 07.     | Ukrajina    | engleski   | Zlata Ognjevič    | Gravity                          | "Gravitacija"                    | 3       | 140    |
| 08.     | Nizozemska  | engleski   | Anouk             | Birds                            | "Ptice"                          | 6       | 75     |
| 09.     | Crna Gora   | crnogorski | Who see           | Igranka                          | Ples                             | 12      | 41     |
| 10.     | Litva       | engleski   | Andrius Pojavis   | Something                        | "Nešto"                          | 9       | 53     |
| 11.     | Bjelorusija | engleski   | Aljona Lanskaja   | Solayoh                          |                                  | 7       | 64     |
| 12.     | Moldavija   | rumunjski  | Aliona Moon       | O mie                            | "Tisuću"                         | 4       | 95     |
| 13.     | Irska       | engleski   | Ryan Dolan        | Only Love Survives               | "Samo ljubav preživljava"        | 8       | 54     |
| 14.     | Cipar       | grčki      | Despina Olympiou  | An Me Thimase (Αν Με Θυμάσαι)    | "Ako me se sjećaš"               | 15      | 11     |
| 15.     | Belgija     | engleski   | Roberto Bellarosa | Love Kills                       | "Ljubav ubija"                   | 5       | 75     |
| 16.     | Srbija      | srpski     | Moje 3            | Ljubav je svuda (Љубав је свуда) | Ljubav je svugdje                | 11      | 46     |

## Druga poluzavršna večer
Njemačka,  Francuska i  Španjolska sudjeluju u glasovanju u drugoj poluzavršnoj večeri
| Poredak | Država              | Jezik                | Izvođač                            | Pjesma                                  | Prijevod                | Pozicija | Bodovi |
| ------- | ------------------- | -------------------- | ---------------------------------- | --------------------------------------- | ----------------------- | -------- | ------ |
| 01.     | Latvija             | engleski             | PeR                                | Here we go!                             | "Idemo!"                | 17       | 13     |
| 02.     | San Marino          | talijanski, engleski | Valntina Monetta                   | Crisalide                               | "Chrysalis"             | 11       | 47     |
| 03.     | Sjeverna Makedonija | makedonski, romski   | Vlatko Lozanovski & Esma Redžepova | Pred da se razdeni (Пред да се раздени) | "Pred zoru"             | 16       | 28     |
| 04.     | Azerbajdžan         | engleski             | Farid Mammadov                     | Hold Me                                 | "Čuvaj me"              | 1        | 139    |
| 05.     | Finska              | engleski             | Krista Siegfrids                   | Marry me                                | "Oženi me"              | 9        | 64     |
| 06.     | Malta               | engleski             | Gianluca Bezzina                   | Tomorrow                                | "Sutra..."              | 4        | 118    |
| 07.     | Bugarska            | bugarski             | Elica & Stojan                     | Samo Shampioni (само шампиони )         | "Samo pobjednici"       | 12       | 45     |
| 08.     | Island              | islandski            | Eyþór Ingi Gunnlaugsson            | Ég á líf                                | "Živ sam!"              | 6        | 72     |
| 09.     | Grčka               | grčki, engleski1     | Koza Mostra & Agathonas Iakovidis  | Alcohol is free                         | "Besplatan alkohol"     | 2        | 121    |
| 10.     | Izrael              | hebrejski            | Moran Mazor                        | Rak bishvilo (רק בשבילו)                | "Samo za njega"         | 14       | 40     |
| 11.     | Armenija            | engleski             | Gor Sujyan                         | Lonely planet                           | "Usamljeni planet"      | 7        | 69     |
| 12.     | Mađarska            | mađarski, švedski    | ByeAlex                            | Kedvesem (Zoohacker Remix)              | "Dušo moja"             | 8        | 66     |
| 13.     | Norveška            | engleski             | Margaret Berger                    | I Feed You My Love                      | "Dajem ti svoju ljubav" | 3        | 120    |
| 14.     | Albanija            | albanski             | Adrian Lulgjuraj & Bledar Sejko    | Identitet                               |                         | 15       | 31     |
| 15.     | Gruzija             | engleski             | Sopho Gelovani & Nodiko Tatishvili | Waterfall                               | "Slap"                  | 10       | 63     |
| 16.     | Švicarska           | engleski             | Takasa2                            | You and Me                              | "Ti i Ja"               | 13       | 41     |
| 17.     | Rumunjska           | engleski             | Cezar                              | It's My Life                            | "To je moj život"       | 5        | 83     |

1.^ Pjesma je na grčkom, ali kao i naslov i neke fraze se stalno ponavljaju na engleskome jeziku.
2.^ Zbog političkih i religijskih dijelova, EBU je zbog protesta njemačke Vojske spasa odlučila promijeniti u ime "Takasa" tijekom natjecanja.

## Završna večer
| Poredak | Država                 | Jezik             | Izvođač                            | Pjesma                     | Prijevod                         | Pozicija | Bodovi |
| ------- | ---------------------- | ----------------- | ---------------------------------- | -------------------------- | -------------------------------- | -------- | ------ |
| 01.     | Francuska              | francuski         | Amandine Bourgeois                 | L'enfer et moi             | "Pakao i ja"                     | 23       | 14     |
| 02.     | Litva                  | engleski          | Andrius Pojavis                    | Something                  | "Nešto"                          | 22       | 17     |
| 03.     | Moldavija              | rumunjski         | Aliona Moon                        | O mie                      | "Tisuću"                         | 11       | 71     |
| 04.     | Finska                 | engleski          | Krista Siegfrids                   | Marry me                   | "Oženi me"                       | 24       | 13     |
| 05.     | Španjolska             | španjolski        | ESDM - El Sueño de Morfeo          | Contigo hasta el final     | "S tobom do kraja"               | 25       | 8      |
| 06.     | Belgija                | engleski          | Roberto Bellarosa                  | Love Kills                 | "Ljubav ubija"                   | 12       | 71     |
| 07.     | Estonija               | estonski          | Birgit Õigemeel                    | Et uus saaks alguse        | "Ovo bi mogao biti novi početak" | 20       | 19     |
| 08.     | Bjelorusija            | engleski          | Aljona Lanskaja                    | Solayoh                    |                                  | 16       | 48     |
| 09.     | Malta                  | engleski          | Gianluca Bezzina                   | Tomorrow                   | "Sutra..."                       | 8        | 120    |
| 10.     | Rusija                 | engleski          | Dina Garipova                      | What If                    | "Što ako..."                     | 5        | 174    |
| 11.     | Njemačka               | engleski          | Cascada                            | Glorious                   | "Veličanstveni"                  | 21       | 18     |
| 12.     | Armenija               | engleski          | Gor Sujyan                         | Lonely planet              | "Usamljeni planet"               | 18       | 41     |
| 13.     | Nizozemska             | engleski          | Anouk                              | Birds                      | "Ptice"                          | 9        | 114    |
| 14.     | Rumunjska              | engleski          | Cezar                              | It's My Life               | "To je moj život"                | 13       | 65     |
| 15.     | Ujedinjeno Kraljevstvo | engleski          | Bonnie Tyler                       | Believe in Me              | "Vjeruj u mene"                  | 19       | 23     |
| 16.     | Švedska                | engleski          | Robin Stjernberg                   | You                        | "Ti"                             | 14       | 62     |
| 17.     | Mađarska               | mađarski, švedski | ByeAlex                            | Kedvesem (Zoohacker Remix) | "Dušo moja"                      | 10       | 84     |
| 18.     | Danska                 | engleski          | Emmelie de Forest                  | Only Teardrops             | "Samo Suze"                      | 1        | 281    |
| 19.     | Island                 | islandski         | Eyþór Ingi Gunnlaugsson            | Ég á líf                   | "Živ sam!"                       | 17       | 47     |
| 20.     | Azerbajdžan            | engleski          | Farid Mammadov                     | Hold Me                    | "Čuvaj me"                       | 2        | 234    |
| 21.     | Grčka                  | grčki, engleski1  | Koza Mostra & Agathonas Iakovidis  | Alcohol is free            | "Besplatan alkohol"              | 6        | 152    |
| 22.     | Ukrajina               | engleski          | Zlata Ognjevič                     | Gravity                    | "Gravitacija"                    | 3        | 214    |
| 23.     | Italija                | talijanski        | Marco Mengoni                      | L'essenziale               | "Bitna"                          | 7        | 126    |
| 24.     | Norveška               | engleski          | Margaret Berger                    | I Feed You My Love         | "Dajem ti svoju ljubav"          | 4        | 191    |
| 25.     | Gruzija                | engleski          | Sopho Gelovani & Nodiko Tatishvili | Waterfall                  | "Slap"                           | 15       | 50     |
| 26.     | Irska                  | engleski          | Ryan Dolan                         | Only Love Survives         | "Samo ljubav preživljava"        | 26       | 5      |

## Države koje su u finalu dobile i dale 12 bodova
| Broj | Državi      | Država(e) koje su dale                                                                   |
| ---- | ----------- | ---------------------------------------------------------------------------------------- |
| 10   | Azerbajdžan | Austrija, Bugarska, Gruzija, Grčka, Mađarska, Izrael, Litva, Malta, Crna Gora, Rusija    |
| 8    | Danska      | Francuska, Island, Irska, Italija, Makedonija, Srbija, Slovenija, Ujedinjeno Kraljevstvo |
| 5    | Ukrajina    | Armenija, Azerbajdžan, Bjelorusija, Hrvatska, Moldova                                    |
| 3    | Italija     | Albanija, Španjolska, Švicarska                                                          |
| 3    | Norveška    | Danska, Finska, Švedska                                                                  |
| 2    | Grčka       | Cipar, San Marino                                                                        |
| 2    | Rusija      | Estonija, Latvija                                                                        |
| 1    | Bjelorusija | Ukrajina                                                                                 |
| 1    | Belgija     | Nizozemska                                                                               |
| 1    | Mađarska    | Njemačka                                                                                 |
| 1    | Moldavija   | Rumunjska                                                                                |
| 1    | Nizozemska  | Belgija                                                                                  |
| 1    | Švedska     | Norveška                                                                                 |

## Izvođači povratnici
| Izvođač                          | Država     | Prijašnji nastup(i) |
| -------------------------------- | ---------- | ------------------- |
| Valentina Monetta                | San Marino | 2012.               |
| Elica Todorova i Stojan Jankulov | Bugarska   | 2008.               |
| Nevena Božović                   | Srbija     | DpE1 2007.          |
| Bledar Sejko                     | Albanija   | 2011.               |
| Gor Sujyan                       | Armenija   | 2010.               |
| Aliona Moon                      | Moldavija  | 2012.               |

1^  Dječja pjesma Eurovizije

## Države koje sigurno ne sudjeluju
- Andora - Na sastanku sapredsjedništvom EBU-a Ingrid Delterne, andorskog predsjednika Vlade, Anoni Martí potvrdio je da se Andora neće natjecati na ovoj Pjesmi Eurovizije zbog novčanih poteškoća[21][22]
- Bosna i Hercegovina - Radiotelevizija Bosne i Hercegovine (BHRT) su objavili da odustaju od natjecanja zbog novčanih poteškoća koje pogađaju radioteleviziju.[9]
- Češka - Česká televize (ČT) najavili su da nemaju namjeru vratiti se na Pjesmu Eurovizije 2013., međutim nisu odbacili povratak 2014. godine[23]
- Lihtenštajn - Predstavnik 1 Fürstentum Liechtenstein Television (1FLTV) Peter Kölbel rekao je, da zbog nedostatka financijskih potpora iz Vlade Lihtenštajna ne izdvajaju dovoljno novca za ovakve svrhe.[24]
- Luksemburg - 13.rujna 2012. RTL Télé Lëtzebuerg najavio je da se neće vratiti na Eurosong u Malmöu zbog nedostatka raspoloživih resursa.[25]
- Monako - 24.rujna 2012.Tele Monte Carlo (TMC) su potvrdili da se na Eurosong neće vratiti iz nepoznatih razloga[26]
- Maroko - 20.rujna 2012 Société Nationale de Radiodiffusion et de Télévision (SNRT) potvrdio je da se Maroko ove godine neće vratiti na natjecanje, iako razlozi takve odluke nisu objavljeni[27]
- Poljska - Telewizja Polska (TVP) odlučila je u kolovozu 2012. hoće li se natjecati, međutim u listopadu iste godine odustali su zbog toga što su novčano fokusirani na EURO 2012 te na OI 2012.[28]
- Portugal - 22.studenog 2012. Rádio e Televisão de Portugal (RTP) potvrdili su da se Portugal povlači s natjecanja zbog financijskih problema. Povratak 2014. godine nije isključen[10]
- Slovačka - 04.prosinca 2012. godine Rozhlas televízia Slovenska (RTVS) potvrdili su da se povlače s ovogodišnjega natjecanja[11]
- Turska - 14.prosinca 2012. Türkiye Radyo sam Televizyon Kurumu odlučili su da će se povući zbog, kako oni misle nepravednog prolaska direktno u finale tzv. "Velikih 5" (Francuska, Italija, Španjolska, Njemačka i UK), dok se god to ne popravi Turska će odustajati od natjecanja.[12]

## Vanjske poveznice
- Službena stranica Euroviozije 2013. (engl.)
- Službena stranica Eurovizije (engl.)
- Hrvatska eurovizijska stranica